# 1988 en philosophie
Chronologie de la philosophie
- 1984
- 1985
- 1986
- 1987
- 1988
- 1989
- 1990
- 1991
- 1992

L’année 1988 a été marquée, en philosophie, par les événements suivants :

## Publications

### Rééditions
- René Descartes - Theo Verbeek (ed.), La querelle d'Utrecht, Paris: Les impressions nouvelles, 1988 (contient : la Lettre à Dinet 125-152 ; la Lettre à Voet 321-400 ; la Lettre Apologétique aux Magistrats d'Utrecht 401-438).

### Traductions
- Thomas Hobbes : A short tract on First Principles, (1630), British Museum, Harleian MS 6796, .ff. 297-308 (authenticité disputée)[1].
  - Court traité des premiers principes, texte, traduction et commentaire par Jean Bernhardt, Paris, PUF, 1988.